# Gianfranco Gazzana Priaroggia (S 525)
Il Gianfranco Gazzana Priaroggia (S 525) è un sommergibile della Marina Militare della 4ª serie della Classe Sauro, costituita dai sommergibili Gianfranco Gazzana Priaroggia e Primo Longobardo e prende il nome del capitano di corvetta Gianfranco Gazzana Priaroggia, comandante di sommergibili e medaglia d'oro al valor militare della Seconda guerra mondiale. Consegnato alla Marina Militare il 12 aprile 1995, ha ricevuto il 4 maggio 1996 a Napoli la bandiera di combattimento, donata dal Corso "Altair" composto dai compagni di corso del comandante Gianfranco Gazzana Priaroggia.

## Costruzione
Adottando concetti e tecnologie di costruzioni innovative con apparecchiature e sistemi meccanici all'avanguardia, rispetto alle precedenti serie della classe Sauro ha maggiori dimensioni che hanno permesso una diversa utilizzazione e distribuzione degli spazi interni con notevoli miglioramenti delle capacità operative e delle condizioni di vita dell'equipaggio. Con particolare attenzione è stato curato il silenziamento del mezzo ottenuto con efficaci soluzioni sui singoli apparati e rivestendo lo scafo resistente con mattonelle fonoassorbenti.
Il Gazzana è in servizio nel Primo Gruppo Sommergibili avente sede nella base navale di Taranto. Il sommergibile, che è stato intensamente impiegato in attività addestrativa, tra il 1999 e il 2002 è stato sottoposto a radicali lavori che hanno interessato la piattaforma e il sistema di combattimento.

## Il nome nella storia
Questo è il secondo battello della Marina Militare intitolato a Gianfranco Gazzana Priaroggia. Il precedente battello era un sommergibile oceanico ex statunitense. Il battello costruito nel contiere Portsmouth Navy Yard di Kittery nel Maine, varato il 21 maggio 1948 ed entrato in servizio nella US Navy il successivo 1º ottobre con il nome USS Volador è stato in servizio nella Marina Militare Italiana dal 1972 al 1982, con il distintivo ottico S 502.

## Galleria d'immagini

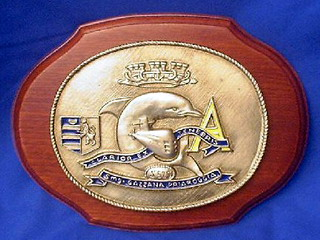
Il Crest dell'unità
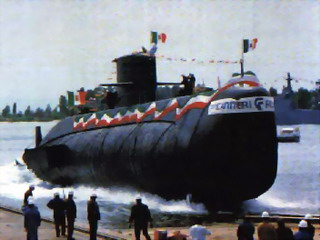
Il varo del battello
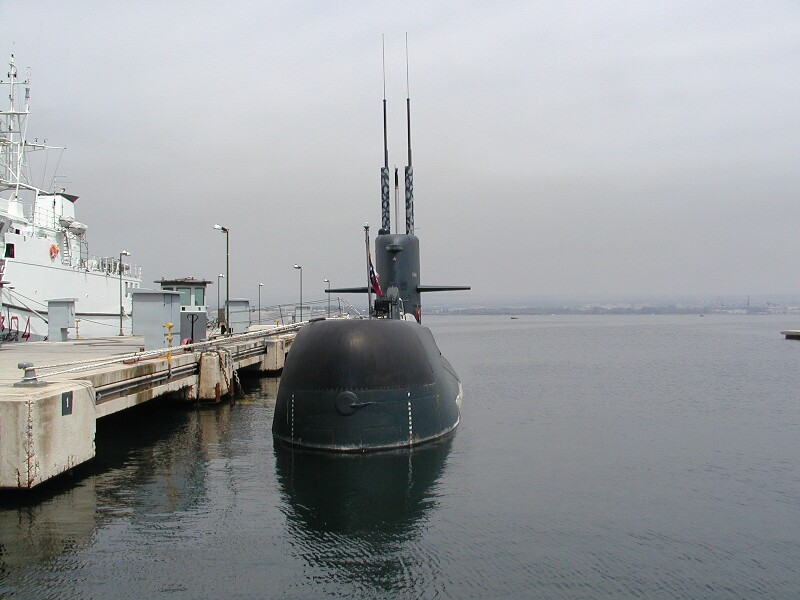
Il Gazzana all'ormeggio; notare i periscopi con la livrea mimetica